# Simulium decorum
Simulium decorum es una especie de insecto del género Simulium, familia Simuliidae, orden Diptera. Fue descrita por Walker, 1848.
Es una especie abundante en Norteamérica, excepto en el sudoeste. Vive en aguas ricas nutriciosas, donde las larvas, a veces, forman densas capas. Hay dos a seis generaciones por año empezando en abril en el sur. Pasan el invierno en estadio de huevo.